# Amanda Schmidt
Amanda Christina Augusta Schmidt, 24 juli 1859 i Linköpings församling, Östergötlands län, död 6 mars 1936 i Linköpings församling, Östergötlands län, var en svensk musiklärarinna och tonsättare.

## Biografi
Amanda föddes 24 juli 1859 i Linköping. Hon var dotter till bagarmästaren Johan Mathias August Schmidt (1822–1877) och Mathilda Christina Petersson (1825–1895). De bodde på Sankt Lars kvarter 29 i staden. 1861 flyttade familjen till Sankt Kors kvarter 35. De flyttade 1870 till Sankt Kors kvarter 33. Schmidts pappa avled 1877 och hon flyttade 1879 med sin mamma till Sankt Kors kvarter 36. Året därpå flyttade de till Sankt Lars församlings skolhus. Hennes mamma avlider 1895. Amanda började omkring 1905 att arbeta som musiklärarinna.  Hon avled 6 mars 1936 i Linköping.

## Verk

### Orkesterverk
- Polka Mazurka för salongsorkester.[17]

### Pianoverk
- Carnaval de Venise. Utgiven 1889 av Lundquist, Linköping.[18]

- Förberedande pianoövningar. Utgiven 1889 av Lundquist, Linköping.[18]

- 11 sonatiner. Utgiven 1889 av Lundquist, Linköping.[18]

- Eiffel-schottish. Utgiven 1889 av P. M. Sahlströms Bokhandel, Linköping.[18]

- Minne från Klippan. Fantasi. Utgiven 1896 av P. M. Sahlströms Bokhandel, Linköping.[18]

- Idyll. Salongstycke. Utgiven mellan 1901 och 1905 av P. M. Sahlströms Bokhandel, Linköping.[18]

- Snöflingor. Hambopolska. Utgiven mellan 1901 och 1905 av Henric Carlsons Bokhandel & Musikhandel.[18]

#### Pas de Quatre
- Jenka. Utgiven mellan 1896 och 1900 av P. M. Sahlströms Bokhandel, Linköping.[19]

- Med lif och lust. Utgiven mellan 1906 och 1910 av Henric Carlsons Bokhandel & Musikhandel.[18]

#### Vals
- I tankar. Utgiven mellan 1896 och 1900 av P. M. Sahlströms Bokhandel, Linköping.[18]

- Västervågor. Tillägnad kronprinsessan Margareta. Utgiven 1905 av Henric Carlsons Bok- & Musikhandel, Linköping.[20]

#### Bostonvals
- Drömmar. Utgiven 1907 av Henric Carlsons Bok- & Musikhandel, Linköping.[21]

- Östersjövågor. Tillägnad prinsessan Maria Pavlovna. Utgiven mellan 1906 och 1910 av Henric Carlsons Bokhandel & Musikhandel.[18]

- I vinterkväll, opus 13. Utgiven mellan 1906 och 1910 av Henric Carlsons Bokhandel & Musikhandel.[18]

- Till Dig!, opus 14. Utgiven mellan 1906 och 1910 av Henric Carlsons Bokhandel & Musikhandel.[18]

- Sommarminnen, opus 15. Utgiven mellan 1911 och 1915 av Henric Carlsons Bokhandel & Musikhandel.[18]

#### Fyrhändigt
- 17 lätta kompositioner. Utgiven 1889 av Lundquist, Linköping.[18]
- Fantasi över Carnaval de Venise. Utgiven 1889 av Lundquist, Linköping.[18]